# アトラス (彫刻)
アトラス（Atlas）はニューヨーク、ミッドタウンのロックフェラー・センターの正面、インターナショナル・ビルディングの中庭内にあるブロンズ像。前方には5番街をはさんでセント・パトリック大聖堂がある。天を抱く古代ギリシャ、タイタンのアトラスを描写している。

## 概要
1937年に設置され、彫刻家リー・ローリーがRene Paul Chambellanの助けを借りて制作した。ロックフェラー・センター全体と同様、アール・デコ様式である。彫刻のアトラス像は15フィート (4.6 m)で像全体は45フィート (14 m)の高さがある。重さは7ショートトン (6,400 kg)であり、ロックフェラー・センターで最も大きい彫刻である。
アトラスは肩に天のアーチ型天井を持っているように描写されている。肩にのった天球儀の南北軸は、ニューヨーク市からの北極星の位置を指し示している。角が5番街に面した小さな石の台座の頂上に1本の筋肉のある脚で立っている。
1937年に発表された際には、イタリアの独裁者ムッソリーニに見えると主張する人もいた。後に画家のジェームス・フラッグは「ムッソリーニがそのように見えると思っているように見える」と言っている。それ以来この作品はオブジェクティビズムの象徴とされ、アイン・ランドの小説『肩をすくめるアトラス』に関連付けられた。
テレビシリーズ30 Rockのほぼすべてのエピソードに登場している。シリーズが撮影された30ロックフェラー・プラザを描くエスタブリッシング・ショットの多くに登場した。ほとんどのレインフォレスト・カフェの場所には噴水のある滝に、球の赤道を突っ切る緑のネオンの文字"Rescue the Rainforest"が書かれた、この像とよく似た像が置いてある。